# Mbitoye
Mbitoye  o Bitoye (in arabo بيتوه) è un comune del Ciad situato nel dipartimento di Monts de Lam, provincia del Logone Orientale.